# Сабијуно (Болоња)
Сабијуно (итал. Sabbiuno) је насеље у Италији у округу Болоња, региону Емилија-Ромања.
Према процени из 2011. у насељу је живело 108 становника. Насеље се налази на надморској висини од 27 м.